# Gabriella Hall
Laura Rosa Saldívar (Los Ángeles, 11 de noviembre de 1966), más conocida como Gabriella Hall, es una actriz y modelo estadounidense, reconocida por aparecer en producciones de softcore en la década de 1990. A la fecha, ha actuado en cerca de 60 programas de televisión y películas. Posó para la revista Playboy y apareció en uno de sus vídeos, Playboy: Girls of the Internet (como Gabriella Skye).

## Biografía
Gabriella nació en Los Ángeles y se crio en las playas del Norte de California. Inicialmente trabajó como modelo en Europa, regresando a los Estados Unidos tiempo después. Inspirada en Rita Hayworth, decidió probar suerte como actriz. Su primer rol importante en el cine ocurrió en la película Centerfold. Más tarde aparecería en 18 producciones en dos años, convirtiéndose en una de las actrices más solicitadas en el mundo del softcore. Su actuación en la película de Nicolas Roeg Full Body Massage, (como una versión joven del personaje interpretado por Mimi Rogers, Nina) llamó la atención de productores como Curtis Hansen, lo que le permitió trabajar en películas de otros géneros.

## Filmografía seleccionada
- Jacqueline Hyde (2005) … Jackie Hyde[3]
- Deviant Obsession (2002) … Evelyn Hathaway
- Sex Files: Alien Erotica II (2000) … Enfermera Swanson
- Virgins of Sherwood Forest (2000) … Roberta O'Sullivan
- Sex Files: Alien Erotica (1999) … Anne Gallo
- The Exotic Time Machine (1998) … Daria[4]
- The Erotic Misadventures of the Invisible Man (1998) … Kelly Parkinson
- Centerfold (1996) … Gail
- Love Me Twice (1996) … Andrea[5]
- Full Body Massage (1995) (como Laura Saldivar) … Nina